# Orden de los cuaterniones de Hurwitz
El orden cuaternión de Hurwitz es un orden específico en álgebra de cuaterniones sobre un cuerpo de números apropiado. El orden es de particular importancia en la teoría de la superficie de Riemann, en conexión con campos con simetría máxima, es decir, superficie de Hurwitz. El orden cuaternión de Hurwitz fue estudiado en 1967 por el matemático japonés Gorō Shimura, pero fue descrita antes por Noam Elkies, en 1998. Para un uso alternativo de este término, véase cuaternión de Hurwitz (ambos términos se utilizan actualmente).

## Definición
Deja a {\displaystyle K} ser el subcampo máximo real de {\displaystyle \mathbb {Q} }{\displaystyle (\rho )} donde {\displaystyle \rho } es una raíz séptima de la unidad primitiva.
El anillo de los enteros de {\displaystyle K} es {\displaystyle \mathbb {Z} [\eta ]}, donde el elemento {\displaystyle \eta =\rho +{\bar {\rho }}} puede ser identificado con el real positivo {\displaystyle 2\cos({\tfrac {2\pi }{7}})}. Deja a {\displaystyle D} ser el álgebra de cuaterniones, o álgebra simbólica
{\displaystyle D:=\,(\eta ,\eta )_{K},}
así que {\displaystyle i^{2}=j^{2}=\eta } y {\displaystyle ij=-ji} están dentro de {\displaystyle D.} También deja a {\displaystyle \tau =1+\eta +\eta ^{2}} y {\displaystyle j'={\tfrac {1}{2}}(1+\eta i+\tau j)}. Deja a
{\displaystyle {\mathcal {Q}}_{\mathrm {Hur} }=\mathbb {Z} [\eta ][i,j,j'].}
Entonces, {\displaystyle {\mathcal {Q}}_{\mathrm {Hur} }} es el orden máximo de {\displaystyle D}, descrito explícitamente por Noam Elkies.

## Estructura modular
El orden {\displaystyle Q_{\mathrm {Hur} }} es también generado por los elementos
{\displaystyle g_{2}={\tfrac {1}{\eta }}ij}
y
{\displaystyle g_{3}={\tfrac {1}{2}}(1+(\eta ^{2}-2)j+(3-\eta ^{2})ij).}
De hecho, el orden es módulo {\displaystyle \mathbb {Z} [\eta ]} libre sobre la base
{\displaystyle \,1,g_{2},g_{3},g_{2}g_{3}}. Aquí los generadores satisfacen las relaciones
{\displaystyle g_{2}^{2}=g_{3}^{3}=(g_{2}g_{3})^{7}=-1,}
los cuales descienden a las relaciones apropiadas en el grupo de triángulos (2,3,7), luego del cociente por el centro.

## Subgrupos de congruencia principales
El subgrupo de congruencia principal definido por un ideal {\displaystyle I\subset \mathbb {Z} [\eta ]} es por definición el grupo
{\displaystyle {\mathcal {Q}}_{\mathrm {Hur} }^{1}(I)=\{x\in {\mathcal {Q}}_{\mathrm {Hur} }^{1}:x\equiv 1(}mod {\displaystyle I{\mathcal {Q}}_{\mathrm {Hur} })\},}
es decir, el grupo de elementos de norma reducida 1 en {\displaystyle {\mathcal {Q}}_{\mathrm {Hur} }} equivalente al módulo 1 del ideal {\displaystyle I{\mathcal {Q}}_{\mathrm {Hur} }}. El grupo Fuchciano es obtenido como la imagen del subgrupo de congruencia principal bajo una representación a {\displaystyle PSL_{2}(R)}.

## Aplicación
El orden fue utilizado por Nick Katz, Mary Schaps y Uzi Vishne para construir una familia de superficies de Hurwitz satisfaciendo un límite inferior asintótico para el sístole: {\displaystyle sys>{\tfrac {4}{3}}\log g} donde {\displaystyle g} es el género, mejorando un resultado previo de Peter Sarnak y Peter Buser.